# Jason Bieler
Jason Bieler, conosciuto anche solo come "Jason" (...), è un cantante, chitarrista e compositore statunitense, conosciuto per suonare nel gruppo hard rock Saigon Kick.
Ha suonato anche in altre band, inclusa una prima formazione dei Talisman e dei Super TransAtlantic, che hanno creato anche la collaborazione con altri membri dei Saigon Kick e il bassista degli Extreme, Pat Badger.
Bieler ha pubblicato un album solista nel 1998 intitolato Houston...We Have a Problem con la sua etichetta BVB Records.
Dopo lo scioglimento dei Super TransAtlantic, Bieler e suo fratello Aaron fondano la Bieler Bros. Records con sede nel Sud della Florida.

## Discografia

### Con i Saigon Kick
- Saigon Kick (1991)
- The Lizard (1992)
- Water (1993)
- Devil in the Details (1995)
- Moments from the Fringe (1998)
- Greatest Mrs.: The Best of Saigon Kick (1998)
- Bastards (1999)
- Greatest Hits Live (2000)

### Con i Super TransAtlantic
- Shuttlecock (2000)

### Solista
- Houston...We Have a Problem (1998)